# Deutsche Schule Valparaíso
Die Deutsche Schule Valparaíso in Viña del Mar, Chile, ist eine seit 1857 bestehende Privatschule in der Trägerschaft des Schulvereins Corporación Colegio Alemán de Valparaíso. Die Deutsche Schule Valparaíso wird von der Bundesrepublik Deutschland finanziell und personell gefördert und ist eine von 135 Deutschen Auslandsschulen.
An der Schule kann seit 2010 das zweisprachige International Baccalaureate (IB) abgelegt werden.
Das Schulgebäude befindet sich im Stadtteil Chorillos in Viña del Mar, wo etwa 1300 Schülerinnen und Schüler vom Kindergarten bis zum Abitur die Schule besuchen.

## Geschichte
Die heutige Deutsche Schule in Chorillos, Viña del Mar, geht auf die Fusionierung von drei Schulen und einen damit einhergehenden Neubau zurück. Die betroffenen Schulen sind die ursprüngliche Deutsche Schule in Valparaíso (auf dem Cerro Concepción), die Deutsche Schule in Quilpué und die Deutsche Schule in Viña del Mar (in der Straße Portales). Diese drei Schulen werden heute nicht mehr als deutsche Schulen betrieben.
Aufgrund der Zusammenlegung trägt die heutige Schule weiterhin den Namen „Deutsche Schule Valparaíso“, obwohl sie sich nicht in Valparaíso, sondern in Viña del Mar befindet. Er nimmt Bezug auf die historisch wichtigste und älteste der drei Schulen.

### Valparaíso
Die Geschichte der Schule beginnt am 7. November 1857, an dem die deutsche Gemeinde in Valparaíso als Verein gegründet wurde. Ziel dieses Vereins war die Schaffung einer deutschen Schule, einer deutschen Kirche und eines deutschen Krankenhauses. Die Schule wurde 1858 eröffnet und befand sich zunächst auf der Plaza Victoria in Valparaíso. Bereits 1870 erfolgte der Umzug in das größere Schulgebäude auf dem Cerro Concepción. Dieses neue Gebäude wurde 1906 bei einem schweren Erdbeben, bei dem auch mehrere Schülerinnen und Schüler zu Tode kamen, beschädigt. 1939 kam es aufgrund des Kriegsausbruchs in Europa zu einem Exodus eines Drittels der Schülerinnen und Schüler, die größtenteils andere Nationalitätenhintergründe als Deutschland hatten. Die Nutzung des Gebäudes in Valparaíso als Deutsche Schule endete im Jahr 1985, als ein weiteres schweres Erdbeben die Schule schwer beschädigte. Heute steht es unter Denkmalschutz. Nach einer Übergangszeit mit behelfsmäßigem Unterricht an wechselnden Standorten, wurden die Klassen in den Neubau in Chorillos, Viña del Mar verlegt, der sich damals noch im Bau befand. Dieses Schulgebäude wurde schließlich im November 1988 offiziell eröffnet.

### Quilpué
Auch im nahegelegenen Quilpué existierte lange Zeit eine Deutsche Schule. Sie wurde im Jahr 1864 eröffnet und bestand bis 2004. Die Schule in Quilpué endete nach der 8. Klasse. Anschließend mussten die Jugendlichen die Oberstufe in Valparaíso bzw. später in Viña del Mar besuchen. Das Gebäude wird heute weiterhin als chilenische Schule genutzt.

### Viña del Mar
In Viña del Mar wurde die erste Deutsche Schule 1907 gegründet. Dort befand sich nur eine Grundschule, von der die Jugendlichen anschließend an die Oberschule in Valparaíso wechselten. Die Schule bestand bis 1988. Das Gebäude befindet sich in der Straße Portales und wird heute von der Universität Viña del Mar genutzt.

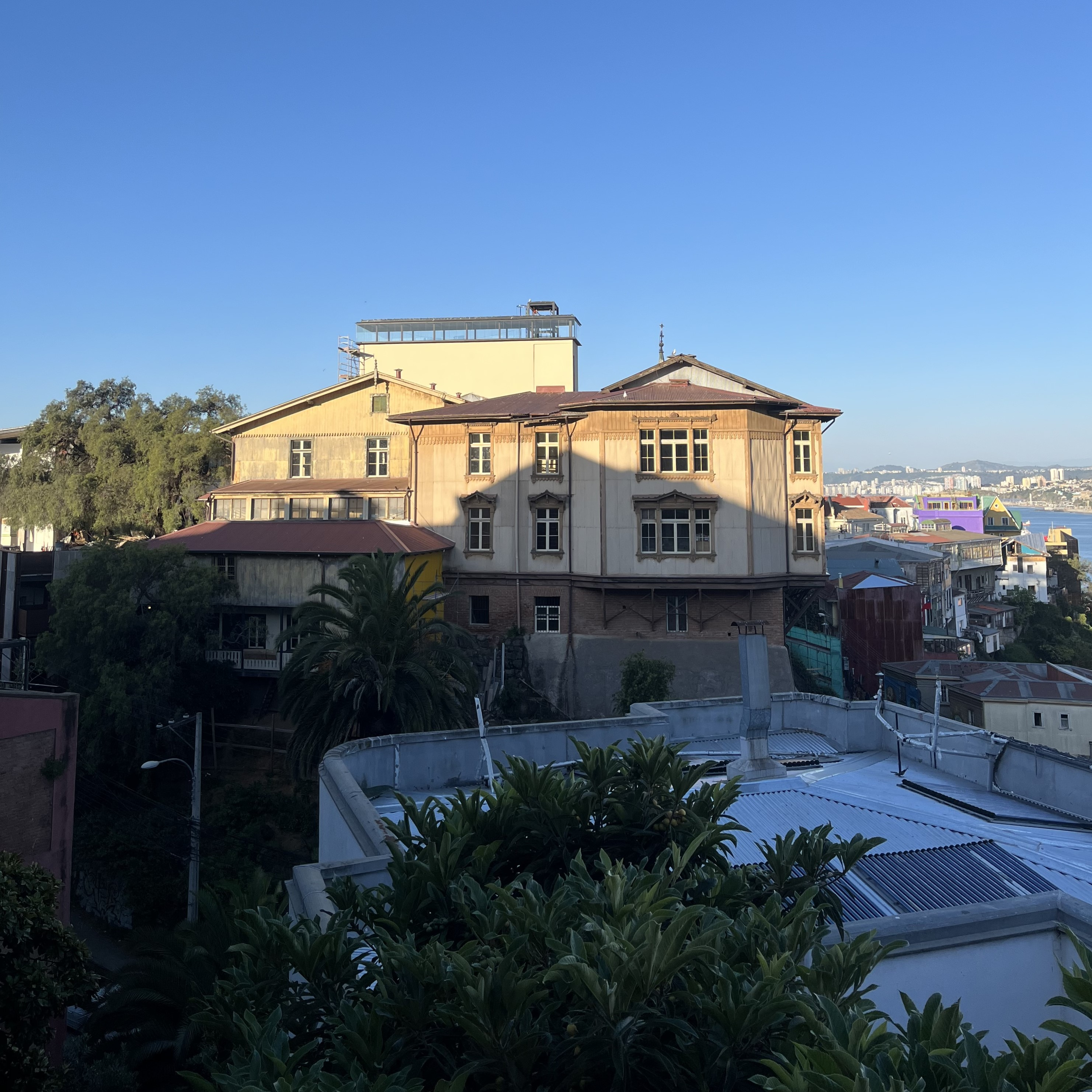
Frühere Deutsche Schule in Valparaíso, Cerro Concepción
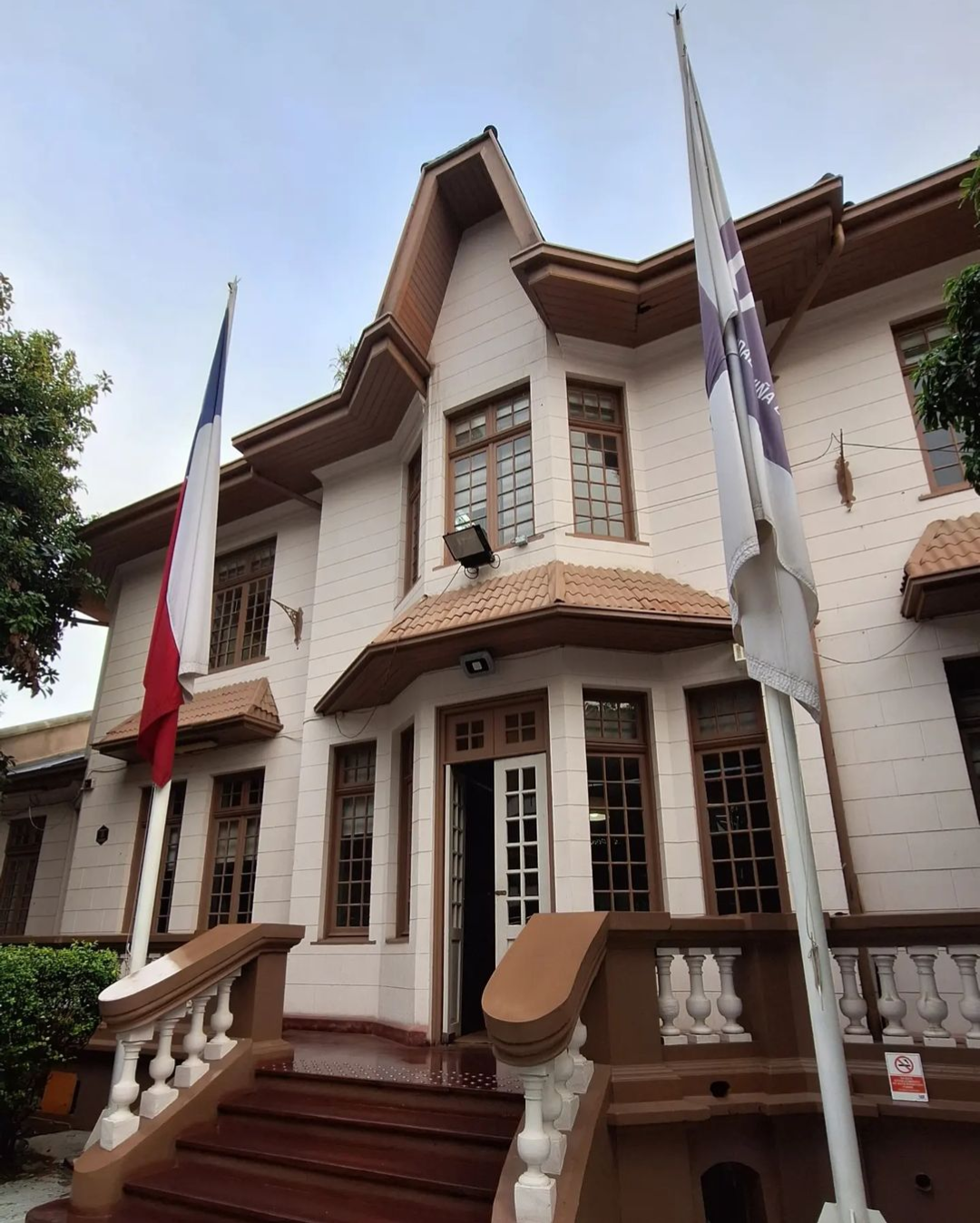
Frühere Deutsche Schule in Viña del Mar, Recreo

## Infrastruktur
Das zentrale Schulgebäude ist ein sechsstöckiger Bau, in dem sich alle Schulklassen ab der vierten Schulstufe bis zur Abschlussklasse (4° Media) befinden. Darüber hinaus sind dort auch die Büros der Schulleitung, der Schulpsychologie und der weiteren Schulverwaltung untergebracht. Die Schule besitzt eine moderne, mehrsprachige Bibliothek und seit einigen Jahren einen Robotikraum.
Vor dem Hauptgebäude gibt es einen großen Sportplatz, der mit seiner Tribüne auch für Schulveranstaltungen und Feiern genutzt wird. Für sportliche Zwecke gibt es außerdem ein überdachtes Schwimmbad und einen geräumigen Turnsaal. Die sportlichen Einrichtungen werden nicht nur für den schulischen Sportunterricht genutzt, sondern nachmittags auch für freiwillige Sportaktivitäten und abends an externe Vereine vermietet.
Des Weiteren befinden sich seit 2015 der Kindergarten, die Spielgruppe und die Klassen 1 bis 3 in jeweils separaten, neu errichteten Gebäuden.
Aufgrund der Lage zwischen dem Hügel der Siedlung Chorillos und den Eisenbahngleisen der Metro Valparaíso gibt es nur zwei regulär geöffnete Zugänge. Der Haupteingang befindet sich an der Straße Álvaraz. Morgens und nachmittags gibt es außerdem die Möglichkeit von Calle Limache, per Fußgängerbrücke über die Zuglinie, direkt zur Schule zu gelangen.

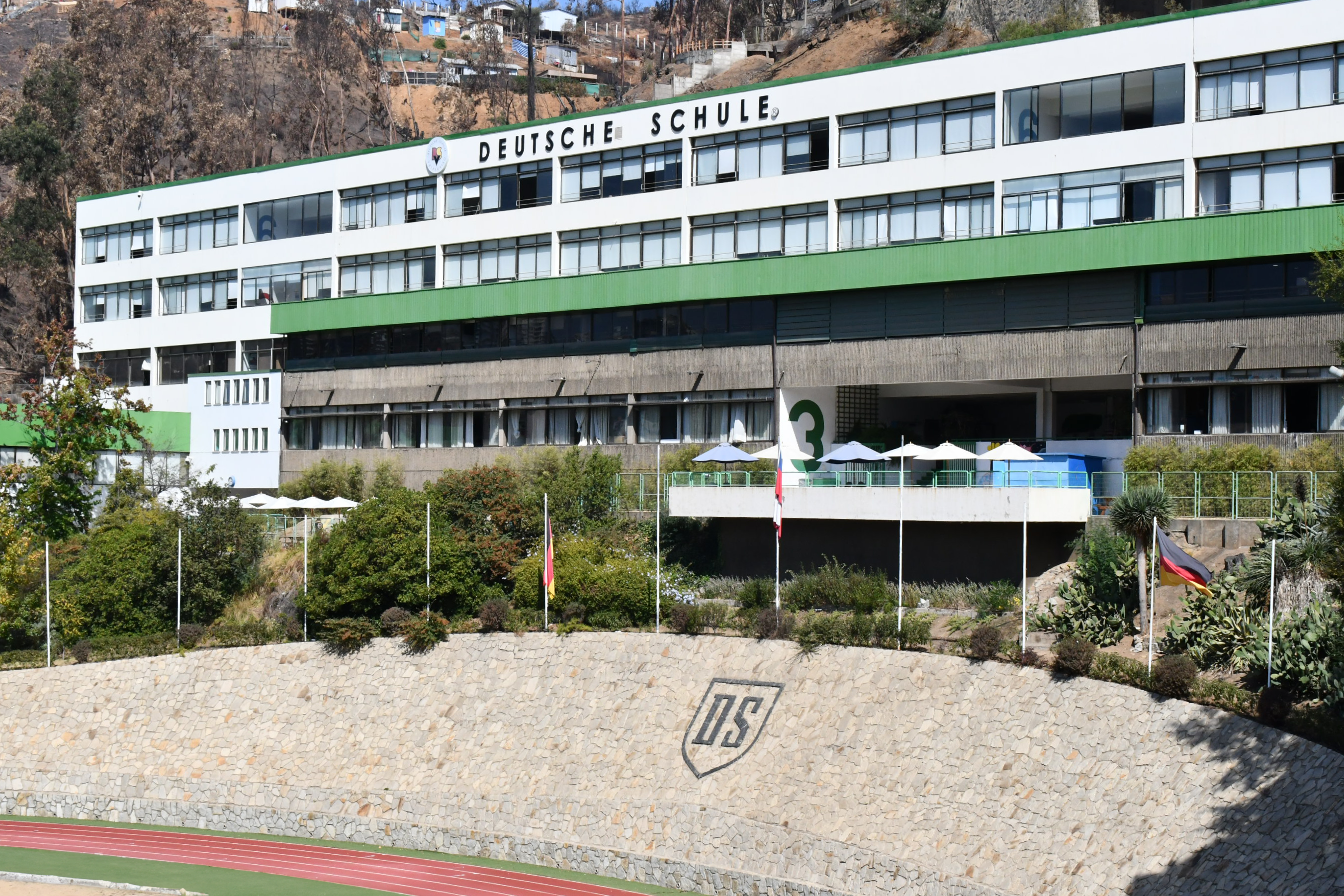
Deutsche Schule Valparaíso in Viña del Mar, Chorillos
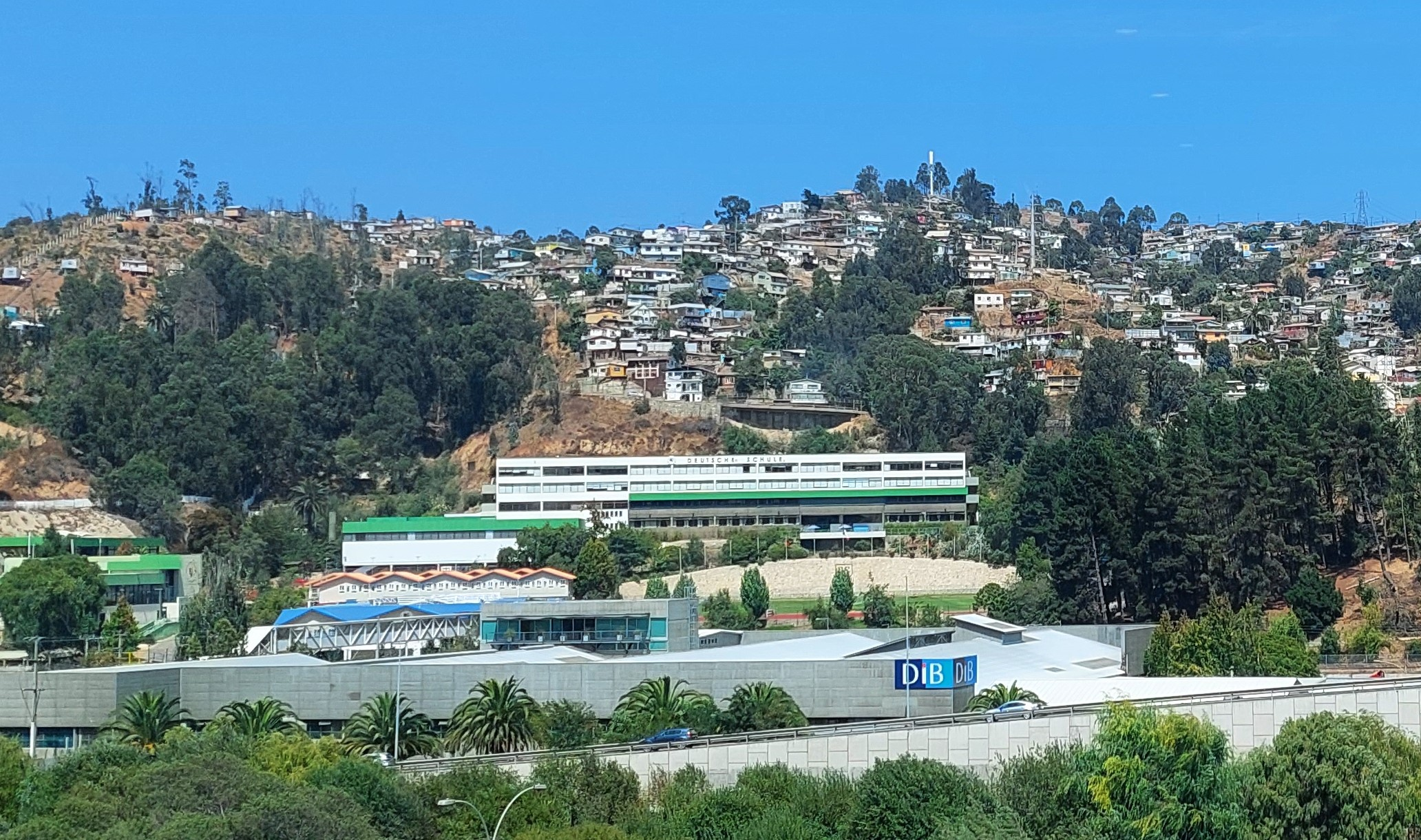
Deutsche Schule Valparaíso, Chorillos
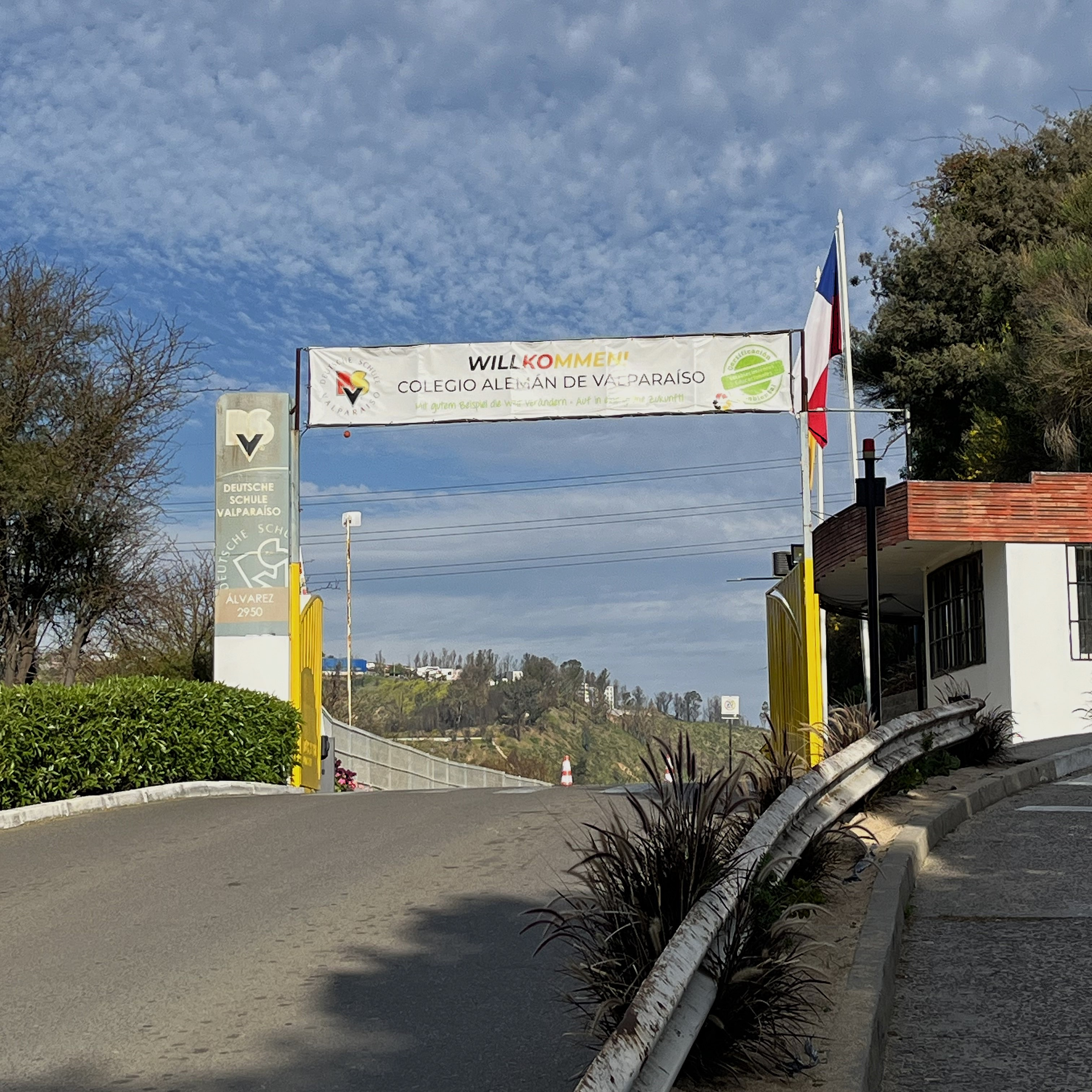
Haupteingang der Deutschen Schule Valparaíso

## Fremdsprachen
- Spanisch als Erstsprache
- Deutsch ab dem Kindergarten[5]: Überprüfung per Deutschem Sprachdiplom I und Deutschem Sprachdiplom II[6]
- Englisch ab der fünften Klasse: optionale Überprüfung per Cambridge English Language Assessment[7]

## Gebühren
Das Schulgeld beträgt etwa 4.800.000 chilenische Pesos pro Jahr (Stand: 2024). Das entspricht 2024 etwa € 390 pro Monat. Bei erstmaliger Einschreibung sind etwa € 450 an Gebühren zu bezahlen.
Darüber hinaus gibt es Ermäßigungen des Schulgelds für mehrere Geschwister und Kinder von Mitarbeiterinnen oder Mitarbeitern.